# سيرو إل بيتال
سيرو إل بيتال (بالإنجليزية: Cerro El Pital)‏ هو جبل في أمريكا الوسطى، على حدود السلفادور وهندوراس. يقع على بعد 12 كم (7 أميال) من مدينة لا بالما على ارتفاع 2,730 متر (8,957 قدم) فوق مستوى سطح البحر، تعتبر هذه القمة أعلى نقطة في الأراضي السلفادورية والثالثة من هندوراس. يقع سيرو إل بيتال في وسط غابة ضبابية يبلغ متوسط درجة حرارتها السنوية 10 درجات مئوية (50 درجة فهرنهايت).
يعتبر هذا الجبل واحدا من أكثر المجموعات السياحية شعبية في السلفادور، بتنوع بيولوجي كبير يضم مجموعة واسعة من الأنواع المهددة بالانقراض من النباتات والحيوانات والتي تعيش في نطاقات مرتفعة للغاية. الغابة الضبابية تحتوي على بعض من النباتات والحيوانات الأكثر ندرة في البلاد، بما في ذلك الكويتزل وبعض الأنواع الأخرى المهددة بالانقراض.
في الفترة من نوفمبر/تشرين الثاني إلى فبراير/شباط، تتراوح درجة الحرارة بين -6 درجات مئوية (21 درجة فهرنهايت) و 10 درجات مئوية (50 درجة فهرنهايت) (أدنى معدل مسجل في يناير/كانون الثاني 1956)، وفي بقية السنة تتراوح درجة الحرارة بين 5 درجات مئوية (41 درجة فهرنهايت) و 17 درجة مئوية (63 درجة فهرنهايت)، وهو يعتبر أبرد مكان في السلفادور. في 13 نيسان/أبريل 2004، أصيب جزء كبير من الجبل بالتكتل نتيجة لتراكم البرد أثناء عاصفة، وهو حدث غير عادي تسبب في ضجة بين المجتمع المحلي.

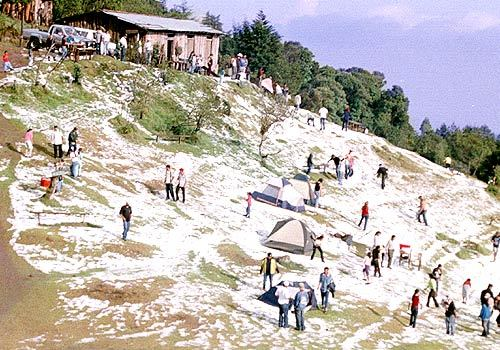
سيرو إل بيتال، السلفادور.